# Małżeństwo osób tej samej płci w Luksemburgu
     Małżeństwo
     Rejestrowany związek partnerski
     Konkubinat
     Konstytucja definiuje małżeństwo jako związek kobiety i mężczyzny
     Związki jednopłciowe nieuznawane

Status prawny związków osób tej samej płci w Europie:
Małżeństwo
Rejestrowany związek partnerski
Konkubinat
Konstytucja definiuje małżeństwo jako związek kobiety i mężczyzny
Związki jednopłciowe nieuznawane

Małżeństwa osób tej samej płci są legalne w Luksemburgu od 1 stycznia 2015 roku. Ustawa zezwalająca na zawieranie takich małżeństw została przyjęta przez parlament 18 czerwca 2014 roku.

## Historia
W 2004 roku w Luksemburgu zalegalizowano związki partnerskie par tej samej i przeciwnej płci. Dają one tylko część praw z tych, jakie mają małżeństwa heteroseksualne, m.in. wykluczają adopcję dzieci przez pary homoseksualne. Ustawa ta jest podobna do francuskiej ustawy PACS.
W lipcu 2007 roku parlament, stosunkiem głosów 38-22, odrzucił projekt ustawy legalizującej małżeństwa homoseksualne.
20 lipca 2009 roku rząd zapowiedział skierowanie do parlamentu ustawy legalizującej małżeństwa osób tej samej płci.
W trakcie debaty parlamentarnej, 19 stycznia 2010 roku, minister sprawiedliwości François Biltgen zapowiedział, że ustawa będzie gotowa do lata 2010. 9 lipca rząd przyjął projekt ustawy. 10 sierpnia projekt został złożony w parlamencie.
W maju 2012 roku projekt ustawy został zmieniony przez komisję sprawiedliwości. 27 listopada 2012 roku Rada Stanu negatywnie oceniła projekt. Jednakże część członków rady przedstawiła odrębną, pozytywną opinię. 13 marca 2013 roku komisja sprawiedliwości zatwierdziła kolejne poprawki do projektu. 4 czerwca Rada Stanu zgłosiła zastrzeżenia do części ustawy regulującej kwestię adopcji dzieci. 19 czerwca 2013, komisja sprawiedliwości uwzględniła te zastrzeżenia, wprowadzając następne zmiany.
19 marca 2014 roku komisja zakończyła prace nad projektem i przesłała go Radzie Stanu, która wydała swoją opinię 20 maja. Został on zaaprobowany przez komisję 28 maja.
18 czerwca 2014 roku projekt ustawy został uchwalony przez Izbę Deputowanych stosunkiem głosów 56-4. 24 czerwca Rada Stanu wyraziła zgodę na pominięcie drugiego głosowania nad ustawą. Została ona podpisana przez wielkiego księcia 4 lipca i opublikowana w oficjalnym dzienniku 17 lipca 2014 roku. Prawo weszło w życie 1 stycznia 2015 roku.